# Paula Creamer

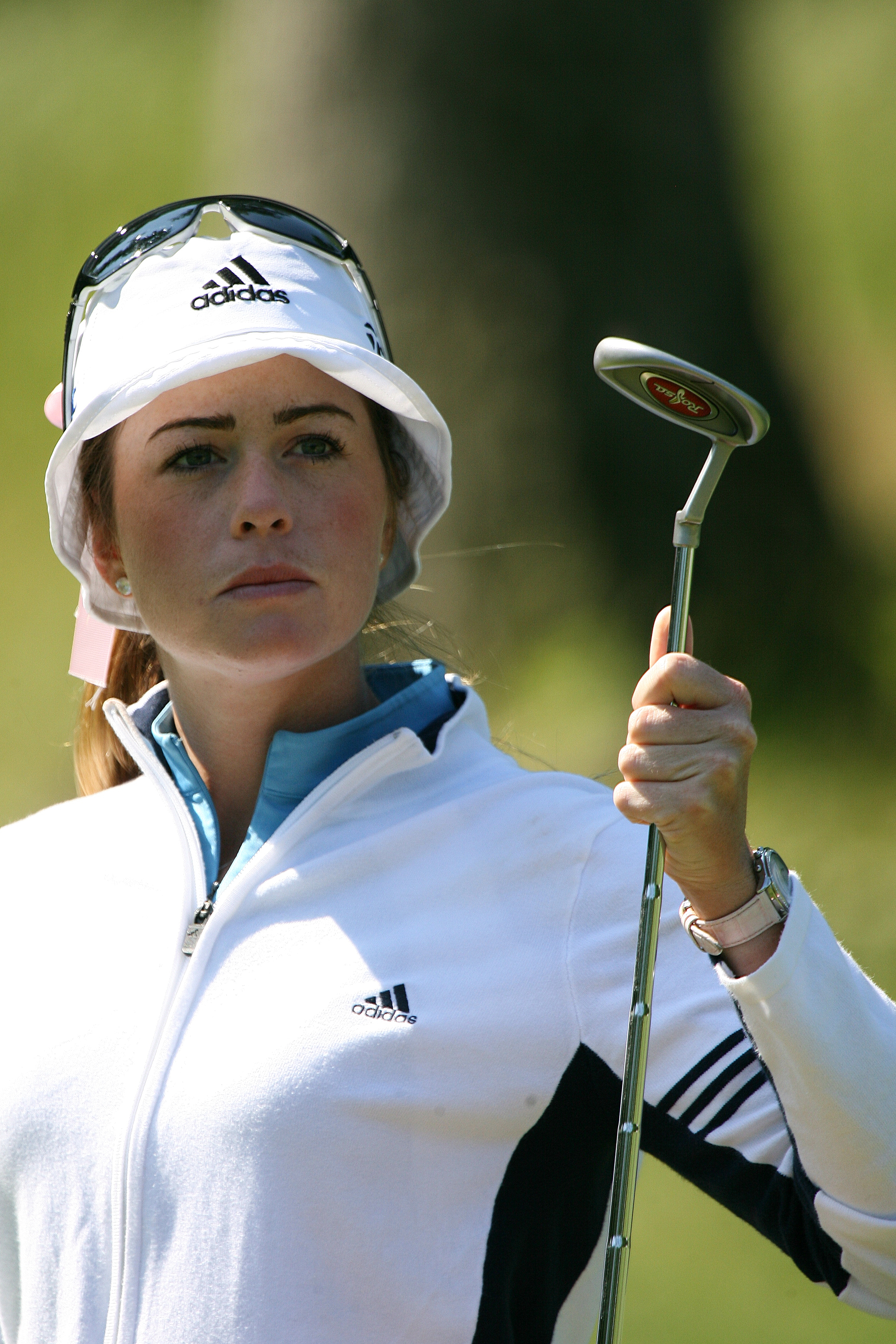
Paula Creamer, Havre de Grace, Maryland, (2007).

Paula Creamer (Mountain View, California, EE. UU., 5 de agosto de 1986), apodada la "Pantera Rosa", es una jugadora de golf profesional estadounidense que se desempeña en el Ladies Professional Golf Association LPGA, una organización estadounidense para golfistas profesionales femeninas, que tiene su sede en Daytona Beach, Florida.

## Primeros años y carrera amateur
Paula Creamer es hija única de Paul y Karen Creamer. Fue educada en Pleasanton y vivía cerca de las inmediaciones del campo de golf de Castlewood Country. Creamer participó en baile acrobático y gimnasia durante su infancia y empezó a jugar golf cuando tenía 10 años. 
A los 12 ganó 13 competiciones en la categoría infantil, todas en el Norte de California, y al año siguiente se convirtió en la mejor golfista amateur del estado.

## Carrera profesional
Paula Creamer llegó a la LPGA en 2005, tras coronarse en la Q-School del tour, con tan sólo 18 años de edad. Hasta el momento, ha ganado 11 torneos como profesional, entre ellos 9 competiciones de la LPGA, incluido el Abierto Femenino de Estados Unidos, en junio de 2010. 
En su temporada como novata consiguió su primera victoria en el Sybase Classic, una semana antes de graduarse de la preparatoria, convirtiéndose en la ganadora más joven del serial. Ese mismo año ganó tres títulos más, dos de ellos en Japón, y fue nombrada "Novata del Año" de la LPGA. 
En la temporada 2006  no consiguió ningún título, pero un año más tarde ganó dos veces y formó parte del equipo estadounidense que disputó la Solheim Cup. En 2008 duplicó la hazaña tras coronarse campeona del Fields Open, SemGroup Championship, Jamie Farr Owens Corning Classic y Samsung World Chapionship. En el evento final de esa temporada, el ADT Championship, fue hospitalizada debido a un virus gástrico.
En 2009 Creamer continuó con problemas de salud, toda vez que los médicos no podían diagnosticarla adecuadamente. A esto se sumó una lesión en el pulgar izquierdo. Al final, la "Pantera Rosa" tuvo que retirarse de varios torneos y la única victoria que consiguió fue la de Solheim Cup. No obstante, se colocó en el 13° puesto de la lista de ganancias en la historia de la LPGA con 6,968,600 millones de dólares.
Cuando parecía que todo había vuelto a la normalidad, la lesión en el pulgar se recrudeció en el primer torneo de la temporada 2010, el Honda PTT LPGA Championship, lo cual la llevó a retirarse y volver a Estados Unidos para recibir atención médica. Al final, tuvo que someterse a cirugía reconstructiva, por lo que se perdió los primeros cuatro meses de competición.
Creamer volvió a la LPGA en junio y en su cuarto evento, el Abierto de Estados Unidos, consiguió su primera victoria en torneos mayores y su undécima como profesional.

## Vida personal

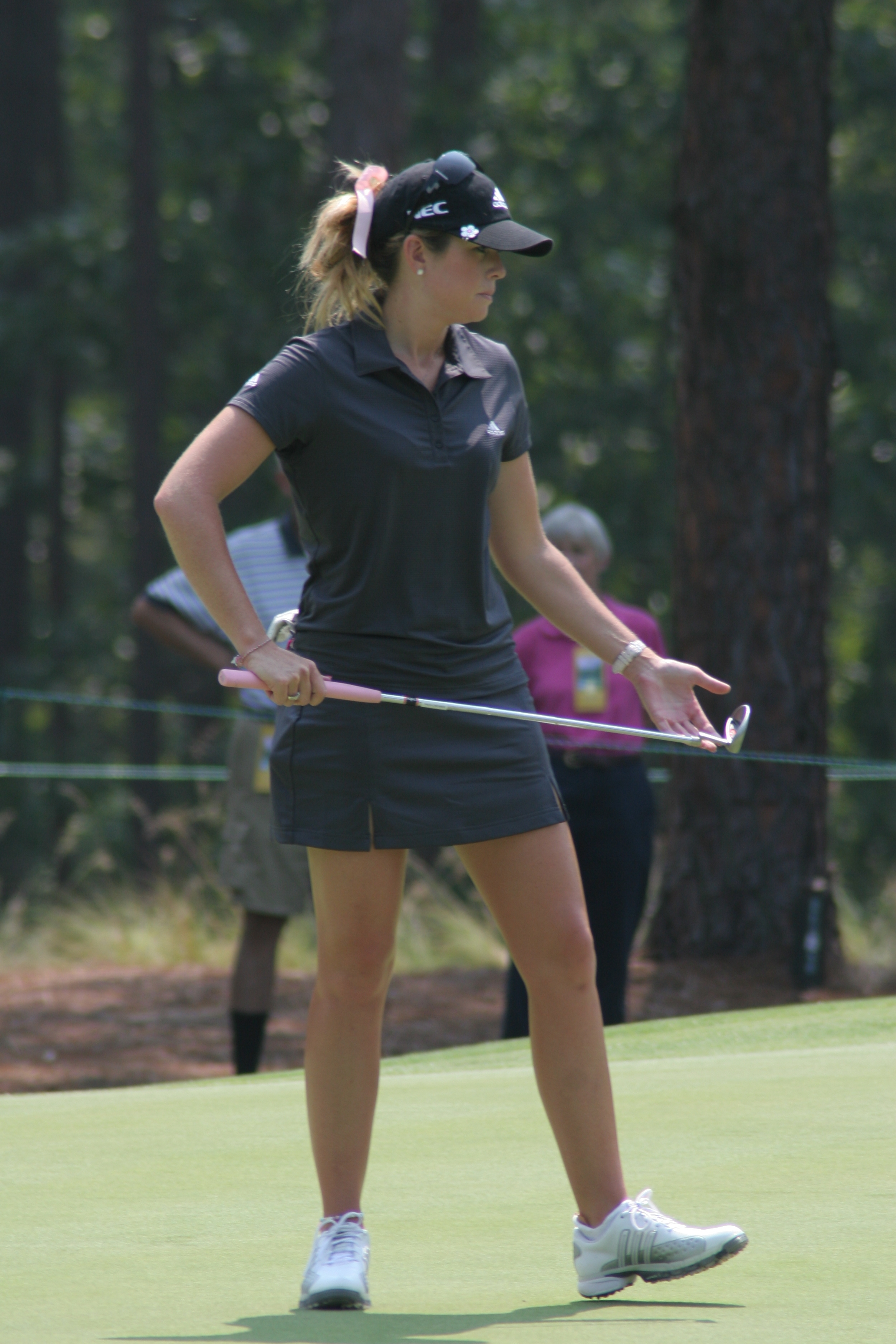
Paula Creamer, Southern Pines, Carolina del Norte, (2007).

En 2000, Creamer se mudó a Bradenton, Florida, para asistir a la Academia de Golf IMG, donde se graduó en la Pendleton High School. En 2007 se fue a Isleworth, un comunidad en Windermere, Florida, donde también residen otros golfistas, entre los que destaca Tiger Woods.
Creamer tiene contratos con diversas empresas, inclusive TaylorMade-adidas, Citizen Watch Co., NEC, Ricoh y The Royal Bank of Scotland Group. En 2008, Golf Digest aseguró que había percibido unos 4.5 millones de dólares, colocándose como la tercera golfista que más ganancias había generado. Su imagen ha aparecido en EA Sports' Tiger Woods PGA Tour, una serie de juegos de vídeo.
Desde 2005, Creamer ha hecho obras de caridad para "The First Tee", una organización que beneficia a jóvenes golfistas. Creamer ha dado clínicas y donado becas para la IMG Golf Academy.
Debido a su afición por el color rosa, Casey Wittenberg, un compañero de la preparatoria, la apodó la "Pantera Rosa".  El sobrenombre la siguió hasta que se hizo profesional. Además de su ropa, varios de sus accesorios de golf, incluyendo la empuñadura de sus palos y su bolsa, llevan ese color. Asimismo, usa una pelota rosada durante la última ronda de cada torneo, la cual se la provee Precept, uno de sus patrocinadores.